# ロナルド・ペーニャ
ロナルド・ルイス・ペーニャ・バルガス（Ronaldo Luis Peña Vargas, 1997年3月10日 - ）は、ベネズエラ・ポルトゥゲサ州アカリグア出身のサッカー選手。ポジションはFW。

## 来歴
2010年にカラカスFCに入団し、2013年にBチームでプロデビュー。翌年トップチームに昇格し、2014年2月25日のデポルティーボ・ラ・グアイラ戦でプリメーラ・ディビシオン初ゴールを記録した。同年8月よりポルトゥゲサFCへのローン移籍を経て2015年7月22日にスペインのUDラス・パルマスへのローン移籍で合意。カンテラに配属され、2016年4月にディビシオネス・レヒオナレスに所属するCチームでデビューを果たし、デビュー戦となったCDベセッリ戦でハット・トリックを記録した。翌2016-17シーズンはテルセーラ・ディビシオンに所属するBチームに所属し、16試合に出場し7ゴールを記録。2017-18シーズンはモレイレンセFCでプレーすることが決まった。

## 代表経歴
2012年からユース世代のベネズエラ代表に招集され、2017 FIFA U-20ワールドカップのグループリーグの対ドイツ戦では先制ゴールを決めた。